# Tijdlijn van de Belgische Revolutie
De Tijdlijn van de Belgische Revolutie geeft in chronologische volgorde de belangrijkste gebeurtenissen voor, tijdens en kort na de Belgische Revolutie uit 1830, waarbij de zuidelijke provincies zich afscheidden van het Koninkrijk der Nederlanden en opnieuw zelfstandig werden zoals tijdens de Verenigde Nederlandse Staten kort na de Brabantse Omwenteling, toen ze zich losmaakten na een periode als Oostenrijkse Nederlanden.
| De Belgische Revolutie in grote lijnen | De Belgische Revolutie in grote lijnen |
| Datum                                  | Gebeurtenissen |
| -------------------------------------- | --- |
| 1827-1829                              | Het unionisme (een monsterverbond tussen de liberalen en katholieken om hervormingen af te dwingen) kwam tot stand in het zuiden van het land. In 1827 zochten de Luikse kranten, de Katholieke le Courier de la Meuse en de liberale le Mathieu Laensbergh toenadering. De unie was definitief gesloten toen de Brusselse liberale krant van Louis de Potter, le Courrier des Pays-Bas, zich op 8 november 1828 daarbij aansloot. Justitieminister Cornelis Felix van Maanen liet De Potter vervolgen en deze werd op 15 november opgepakt en op 20 december 1828 veroordeeld tot achttien maanden gevangenis en duizend gulden boete. Op dat proces werd hij verdedigd door Alexandre Gendebien en Sylvain Van de Weyer. |
| juli 1830                              | De Julirevolutie vond plaats in Frankrijk; verraste de Nederlandse regering niet minder dan de oppositie. |
| 3 augustus                             | De kroonprins Willem van Oranje en zijn broer prins Frederik bevestigen de Engelse ambassadeur, dat de openbare geest voortreffelijk is. Brussel schijnt slechts in de pas geopende nijverheidstentoonstelling belang te stellen. |
| 8 tot 12 augustus                      | De koning, die er verbleef, werd goed ontvangen. |
| 18 augustus                            | Le Courrier de la Meuse herhaalt het woord van Lodewijk-Filips omtrent het Charter en drukt, dat de Grondwet eindelijk ‘een waarheid’ zal worden. |
| 25 augustus                            | De feesten en de verlichting, te Brussel voorbereid ter gelegenheid van de verjaardag van de koning, worden onder voorwendsel van regen uitgesteld. De politie durft de opvoering van La Muette de Portici, voor dezelfde avond aangekondigd, niet verbieden. |
|                                        | Onder de vertoning hoopt zich langzamerhand rondom de schouwburg een menigte met stokken gewapende jongeren op die kennelijk een manifestatie voorbereiden. |
|                                        | Eensklaps worden op straat dolzinnige toejuichingen gehoord, die van uit de zaal komen. Zopas heeft tenor La Feuillade ‘Amour sacré de la patrie’ aangeheven. Al de toeschouwers staan recht en zingen het lied mee, de speler overschreeuwend. Jongelui ijlen naar buiten en alsof de menigte op een sein wachtte zet zij zich in beweging. |
|                                        | In een oogwenk zijn de ruiten van de burelen van Le National ingegooid. Het huis van Libri Bagnano wordt bestormd en geheel verwoest. Uit wapenwinkels worden kruit en geweren gestolen. |
|                                        | De ruiten van de burgemeester en van de procureur des konings worden ingeslagen. De woning van de overste van politie wordt verwoest. De huizen van Van Maanen en van de generaal-bevelhebber van de stad worden in brand gestoken. Onderweg worden koninklijke wapenborden aan de winkels van hofleveranciers afgerukt en vertrapt. |
|                                        | Hier en daar worden enige schoten gelost op de menigte. De stad is gans de nacht in de macht van opstandelingen. 's Ochtends trekken de troepen zich terug op het Paleizenplein, dat zij niet meer zullen verlaten. |
| 26 augustus                            | Overal wordt geplunderd; in de stad zelf en in de voorsteden worden fabrieken overweldigd, werkhuizen in brand gestoken; machines worden stukgeslagen te Ukkel, te Vorst en Anderlecht. Er wordt geroepen: Leve Napoleon! Leve de hertog van Orleans! Leve Frankrijk! en ook: Leve De Potter! en Leve de vrijheid!. Groepen zingen de Marseillaise. |
|                                        | Reeds in de morgen van de 26e hebben enige vastberaden mannen baron Emmanuel d'Hoogvorst als hoofdman gekozen. Zij gaan naar het stadhuis, waar de schepen die de gevluchte burgemeester vervangt hun toelating geeft een burgerwacht of stadswacht op te richten en te bewapenen. |
|                                        | Het wapenmagazijn der Schutterij wordt ter beschikking gesteld. Een proclamatie meldt, dat de burgerwacht opgericht is, ‘op verzoek der administratie en der burgers’. De troepen zullen rondom het paleis geconsigneerd blijven. In de door de officiële overheid verlaten stad, bestaat dus geen ander gezag meer dan het hoofdkwartier van d'Hoogvorst. Oud-officieren oefenen het bevelhebberschap uit, stellen de wachtposten op, richten de patrouilles in. Samenscholingen van meer dan vijf personen worden verboden. De meeste werklieden laten zich zonder weerstand ontwapenen. Enige geweerschoten jagen de hardnekkigste groepen uiteen. |
| 27 augustus                            | De Luikse Veiligheidscommissie heeft besloten een afvaardiging naar de koning te zenden, en 's anderendaags hebben een vijftigtal ten stadhuize te Brussel vergaderde notabelen hetzelfde gedaan. Zij bezweren de koning dat de Staten-Generaal onverwijld dienen bijeengeroepen. |
| 28 augustus                            | De orde is nu weer geheel hersteld. Op het stadhuis is de Brabantse vlag gehesen en dadelijk wordt deze driekleur in de stad uitgehangen; de burgerwacht neemt ze als standaard; haar oversten dragen ze als sjerp, talloze kokardes verspreiden ze onder de bevolking. |
|                                        | Generaal van Bylant belooft ‘aan de hoofden der gewapende burgerij’ niet te zullen optreden, zolang de inwoners de burgerlijke overheden eerbiedigen en de goede orde bewaren. |
|                                        | Beide zonen van de koning, de prins van Oranje en prins Frederik, krijgen bevel aan het hoofd van enige regimenten in allerijl naar Brussel te vertrekken om de heethoofden schrik aan te jagen en de rust te herstellen. |
|                                        | Bij aanvang van de onlusten, had de koning even op de hulp van Pruisen gerekend. De 28e augustus smeekte hij om Frederik-Willems tussenkomst. |
| 29 augustus e.v.                       | Leuven, Ath, Waver en Bergen gaan aan 't gisten. In het land van Luik was de weerslag plotseling en diep. Te Luik, te Hoei, te Verviers komen de werklieden onstuimig bijeen door maatschappelijke en door politieke misnoegdheid opgehitst. Machines worden stuk gemaakt, de huizen van ontvangers van belastingen of van gekende aanhangers van de regering worden verwoest, de koninklijke wapenborden van de gevels gerukt. Te Namen moeten de graanmagazijnen tegen plundering beschermd worden. |
| 30 augustus                            | De prinsen, die haast maakten, kwamen reeds tegen de avond te Vilvoorde in de nabijheid van Brussel aan. Zij beschikten over 6000 soldaten en over een twintigtal kanonnen. |
| 31 augustus                            | De beweging zette zich tot in het Duits Rijnland voort. Proclamaties zetten het volk te Keulen aan het voorbeeld der ‘dappere Belgen’ te volgen. |
| 31 augustus                            | Willem ontving de afgevaardigden van Brussel en van Luik. Hij had besloten de Staten-Generaal bijeen te roepen welke als enige bevoegd waren om te oordelen over de gepastheid van de gevraagde herziening der Grondwet. In afwachting was het hem onmogelijk iets te beloven ‘met het mes op de keel’. |
| 31 augustus                            | De prins van Oranje telde op persoonlijk ontzag. Hij ontbood de hertog van Arenberg, de hertog van Ursel en de hoofdman der burgerwacht, baron d'Hoogvorst naar zijn hoofdkwartier. Hij was verwonderd hen te zien verschijnen in gezelschap van verscheidene officieren van wacht, allen met sjerpen met de Brabantse kleuren om hun gordel. 's Anderendaags zou hij zijn intrede in de stad doen, aan het hoofd van zijn soldaten; alles zou vergeten zijn; enkel vroeg hij, dat op zijn doortocht geen ‘niet wettige kentekenen’ zouden vertoond worden. |
|                                        | De afgevaardigden brachten die boodschap naar het stadhuis. Nauwelijks was deze gekend of de bevolking ontstak in woede. Met koortsachtige haast begonnen de hevigsten de straatstenen op te breken en barricades op te richten. Onder de leiding van oud-soldaten van Napoleon, werkten arbeiders en burgers met dezelfde geestdrift. Aan alle vensters verscheen nu de Brabantse vlag. Het voornemen te vechten was zo duidelijk en algemeen, dat de minister van Oostenrijk, uit schrik op de vlucht sloeg met zijn Spaanse collega. Een nieuwe afvaardiging vertrok naar de prins. Hij beloofde, dat hij 's anderendaags alleen de stad zou inkomen, op voorwaarde, dat de afvaardiging voor zijn veiligheid instond. |
| 1 september                            | De prins van Oranje bood zich met enige ordonnansofficieren aan de Lakenbrug aan en ging de stad Brussel binnen. Maar als hij zich in het nauw waant, springt hij te paard over de barricade en vlucht naar het paleis te midden van de Hollandse troepen. |
|                                        | Hij riep een commissie bijeen, samengesteld uit de provinciegouverneur, de burgemeester, twee uit hun schuilhoeken gekomen leden der Regentie, de hertog van Arenberg, de hertog van Ursel, de generaal d'Aubremé en baron d'Hoogvorst. Hij gaf zijn woord, dat de troepen niet in Brussel zouden komen en beloofde, in overeenstemming met de commissie, ‘de nodige maatregelen te zullen nemen om de rust en het vertrouwen terug te brengen’. |
| 1 september                            | Te Aken breken volksmuiterijen uit, verwekt door de troebelen die Verviers beroeren. |
|                                        | Te Luik vertonen zich de Luikse kleuren, te Verviers die van Franchimont, zoals Brussel de Brabantse vlag aannam. |
|                                        | Intussen zetten de Veiligheidscommissies zich aan het werk. Zij richten burgerwachten in, die tot opdracht hebben, het volk te bedaren en tot zich over te halen. Met enige behendige maatregelen wordt de orde hersteld. Te Luik wordt de prijs van het brood voor de werklieden verminderd. |
| 2 september                            | Twee nieuwe leden traden in de crisiscommissie om het volk daarin te vertegenwoordigen: een oude Jakobijn, Rouppe, en een jonge liberaal, Sylvain van de Weyer. |
|                                        | Leuven heeft zijn garnizoen verjaagd. |
|                                        | In de straten van Brussel heeft men het verslag der afgevaardigden met het antwoord van de koning verbrand. Woelige samenscholingen ontstonden, welke de burgerwacht slechts met grote moeite kon uiteendrijven. Haar oversten begonnen te vrezen voor de veiligheid van de prins van Oranje. |
| 3 september                            | De bij zijn komst ingestelde crisiscommissie werd ontbonden. En hij vertrok terstond, nam het garnizoen mee en liet Brussel over aan de hoofdlieden van de opstand, waaraan hij door zijn aanwezigheid een einde had denken te stellen. Men zou hem er niet terugzien. |
|                                        | Vlaanderen volgde het voorbeeld der andere provinciën. De driekleur wapperde op 3 september te Geeraardsbergen. |
|                                        | De koning aanvaardde als tegemoetkoming het ontslag van Van Maanen. |
| 5 september                            | een manifest werd onder de troepen verspreid, waarbij de Belgische soldaten aangemaand werden, niet te doen zoals ‘de handvol ellendelingen, die zich te Parijs met schande dekten, door op het volk te schieten’. Dadelijk liepen tal van deserteurs uit de kazernen weg. |
| 6 september                            | Te Aalst, te Ninove, te Deinze, werden de Brabantse kleuren langzamerhand de kleuren van België. In de Waalse provinciën zag men er geen andere meer. Alleen Luxemburg bleef weifelen. |
| 7 september                            | Frederik-Willem verontschuldigde zich dat hij de koning niet kon ter hulp komen. |
|                                        | de storm die een ogenblik opstak, was gestild, maar Brussels houding werd dreigender. |
| 7 september                            | Charles Rogier kwam de hoofdstad binnen aan het hoofd der Luikse vrijwilligers, voor het merendeel werklieden, goed gewapend en vol revolutionaire ijver. Uit Parijs kwamen met Belgen die hun landgenoten ter hulp snelden Jacobijnen, landloopers, avonturiers, politieke agenten, woelgeesten, onruststokers en barricadehelden mee. Tuchteloze benden kwamen tot bij de poorten en wisselden geweerschoten met de Hollandse voorposten. Die uitdagingen beantwoordde prins Frederik, die nog altijd te Vilvoorde gelegerd was, slechts met de belofte, zijn troepen te zullen kantonneren. |
| 8 september                            | Het manifest van de koning, waarbij de Staten-Generaal op 13 september bijeengeroepen werden, beschouwde de publieke opinie als een uitdaging. Vergeefs poogde d'Hoogvorst de opschudding te bedaren. Zonder bevelen af te wachten, begon men de bomen op de boulevards te vellen en nieuwe barricades op te richten. |
|                                        | Met de toestemming van de Regentie benoemden de acht wijken van de wacht een Veiligheidscommissie, waarin een plaats voorbehouden werd aan de vooruitstrevende elementen der burgerij. Zij was de eerste nationale instelling, niet enkel voor Brussel en om over het bewaren der orde te waken, maar ook zich met de scheiding van het koninkrijk in te laten. |
| 11 september                           | De Veiligheidscommissie kondigde de noodzaak aan om de meningen en het streven van de burgers naar eenzelfde vaderlands doel te bundelen, zodat ze door generlei vreemde invloed van dit wettig belang werden afgeleid. Haar aanvoerders, Rogier, Ducpétiaux, Gendebien, Lesbroussart, voerden een briefwisseling met de Potter en wensten de volkssoevereiniteit tot stand te brengen. |
|                                        | De Brabanconne, kort te voren door Jenneval gecomponeerd, kwam nu de Marseillaise vervangen. |
| 13 september                           | Belgische afgevaardigden te 's-Gravenhage in de Statenzaal werden op kreten als ‘ter dood!’ en diverse beledigingen onthaald. De troonrede, waarmee de zittijd geopend werd, was opmerkelijk om haar officiële en dubbelzinnige stijl. |
|                                        | De troonrede werd verbrand te midden een opgezweepte menigte. de burgerwacht moest de toegangen tot het stadhuis doen ontruimen, waar de Veiligheidscommissie bestendig zitting hield |
| 14 september                           | Toenemende wanordelijkheden. De Luikenaars, met benden vreemdelingen in hun gevolg, waarbij zich de door advocaat Ducpétiaux aangevoerde Brusselse democraten voegen, eisen de aanstelling van een voorlopig bewind. |
|                                        | De club der Sint-Joriszaal zendt een adres aan de afgevaardigden, waarbij deze aangemaand worden, de Staten-Generaal te verlaten, zo de scheiding niet dadelijk beslist wordt. |
| 19 september                           | te Tervuren en Vilvoorde geposteerde Hollanders worden beschoten; de paarden van de ‘maréchaussée’ worden bemachtigd en de diligence van Amsterdam aangehouden. D'Hoogvorst poogt vergeefs de rust te herstellen. Generlei hoofdman bezit gezag genoeg om de gebeurtenissen te beheersen. |
| 20 september                           | De ochtend van de 20e laat de burgerwacht zich door de menigte ontwapenen; zij verlaat haar posten en geeft haar geweren af. De Veiligheidscommissie wordt ontbonden; het stadhuis wordt overrompeld en het volk is meester van Brussel. De stad wordt doorkruist door gewapende benden, die in goede orde langs de straten defileren. Nergens wordt geplunderd. |
|                                        | De Sint-Jorisclub, waar de hoofdlieden der beweging vergaderen, beijvert zich, een voorlopig bewind op te richten. |
| 21 september                           | Uit 's-Gravenhage heeft prins Frederik bevel gekregen zich marsvaardig te stellen. Hij trekt zijn regimenten te Vilvoorde samen en zijn cavaleriepatrouilles verspreiden zich rondom de hoofdstad. |
|                                        | Dezelfde dag stroomde het eerste bloed. Luikenaars, die de stad uittrokken, op zoek naar enige benden dragonders, zagen verscheidene van hun gezellen vallen. Zij laten hulp vragen te Luik, te Leuven, te Waver, ja tot in de Borinage. Uit de omliggende dorpen, waar alarm wordt geklept, komen boeren toegesneld. Terwijl de gegoede families de vlucht nemen, bereidt de stad zich tot de strijd. De barricades worden versterkt, nieuwe worden opgeworpen. De gegradueerde oud-militairen worden verzocht zich ten stadhuize aan te melden. Een wapenschouwing wordt gehouden van de compagnieën vrijwilligers, onder wie veel soldaten in uniform te midden van de blauwe kielen voorkomen. D'Hoogvorst legt het bevelhebberschap der burgerwacht neer, maar blijft daarvan de kleding dragen. Uit Leuven komen driehonderd man, aangevoerd door Adolf Roussel. Het geweervuur knettert buiten de muren. |
| 22 september                           | 2000 man hebben een uitval naar Diegem beproefd. De Hollanders zijn nog slechts een mijl van Brussel verwijderd. |
| 23 september                           | Kwart over acht 's ochtends beginnen de Hollanders de aanval met een kanonschot. De hoofdaanval zou gericht worden op dit laatste punt, dat langs de Koningstraat rechtstreeks naar het Paleis leidt. Aan de Vlaamse poort is de cavalerie nauwelijks tussen de huizen gekomen, of zij deinst in wanorde achteruit onder het geweervuur, de straatstenen, het huisraad, de ongebluste kalk, die door de vensters geworpen worden. Zelfde mislukking aan de Lakense poort, waar de troepen dadelijk wijken. Aan de Leuvense poort marcheren de soldaten vooruit tot aan het paleis der Staten-Generaal, waar een barricade hen tot stilstand dwingt. Ter hoogte van de Warande gekomen is de verzoeking van die schuilplaats met haar grote bomen onweerstaanbaar, en plots zwenken zij linksom en stormen erheen, hopen zich daarin op: de aanval is gebroken.                                                  |
|                                        | ‘De zaak is mislukt’, schrijft De Constant Rebecque. Zienlijk zit het leger in de val. Van allerwegen kwamen versterkingen toegesneld. Van Nijvel, van de Borinage, marcheerden met pieken gewapende mannen op Brussel; vrouwen zelfs kwamen deelnemen aan de strijd. Uit Ath werden kanonnen aangevoerd, waarvan het volk zich had meester gemaakt, nadat het de bezetting had verdreven. In Vlaanderen stelden boeren zich op mars, geleid door hun pastoors. Bij het begin van het gevecht, telde de verdediging slechts enige honderden mannen; 's avonds waren het er duizenden. |
|                                        | D'Hoogvorst en Jolly stemden toe met Rogier een ad hoc ‘Bestuurlijke Commissie’ uit te maken. |
| 24 september                           | De Bestuurlijke Commissie droeg het bevelhebberschap over de patriotten op aan een Spaanse revolutionair, don Juan Van Halen. Zij aanvaardde de diensten van al de Belgische of vreemde oud-officieren die zich tot haar beschikking stelden, zonder zich over hun herkomst te bekommeren. |
| 25 september                           | De Bestuurlijke Commissie was de kern van het ‘Voorlopig Bewind’, dat werd ingesteld. Felix van Mérode, Gendebien en van de Weyer, die na Rogier in de hoofdstad waren teruggekeerd, voegden zich terstond bij de drie Commissarissen. De commissie gaf het gezag terug aan de mannen die door het oproer van 22 september daarvan waren beroofd. |
| 26 september                           | Zij gaf een proclamatie uit, waarbij ze de Belgische soldaten van hun eed van trouw ontsloeg en hen aanmaande onder de Belgische vlag te dienen; tegelijk verzekerde zij de officieren die de dienst zouden verlaten een verhoging van graad. Zij liet de gewonden verplegen in burgerhuizen, zorgde voor de krijgsbehoeften van strijders, terwijl zij in de onmiddellijke noodwendigheden van het bestuur voorzag. In plaats van de vernielde wettige orde betrachtte zij, door haar revolutionair gezag, een nieuwe orde in te stellen. |
| 27 september                           | Generaal Cort-Heyligers, uit Maastricht vertrokken om de prins ter hulp te snellen, was door de boeren bestookt, te Leuven teruggedreven, had hij Tienen in staat van verdediging gevonden en zwierf nu in de omstreken van Waver rond. Zijn ontredderde troepen kwamen pas de 27e te Brussel aan, waar zij niets versterkten dan de ontmoediging van het leger dat in de Warande bestookt werd. |
|                                        | Met uitzondering van Constant Rebecque waren alle generaals het eens, dat het nutteloos was het gevecht langer te laten duren. De radeloze prins liet zich overtuigen. De duisternis benuttend brak het leger op tussen drie en vier uur in de ochtend. Bij zonsopgang, toen de scherpschutters, verwonderd over het stilzwijgen waarmee hun geweervuur werd onthaald in de Warande slopen, vonden zij deze gans ontruimd. |
|                                        | Het Voorlopig Bewind liet een plakbrief uithangen, waarbij het Louis de Potter uitnodigde, om ‘naar zijn vaderland terug te komen’. Bruggeling van geboorte, was hij even populair te Brussel en te Luik als in zijn vaderstad. |
|                                        | Eerste besluit van het Voorlopig Bewind betreft de vervaldag van alle vóór 26 september getrokken handelseffecten die met vijfentwintig dagen werd verschoven. |
| 28 september                           | Gendebien werd door zijn collega's naar Parijs gezonden, en meldde later dat, zoals verwacht, Lodewijk-Filips geen tussenkomst zou dulden. |
| 28 september                           | De intrede te Brussel van Louis de Potter was een zegetocht. Toen hij 's avonds aan de Anderlechtse poort verscheen, was het volk als door waanzin gegrepen. Het trok zijn rijtuig tot aan het stadhuis, waar de leden van het Voorlopig Bewind hem opwachtten. |
| 29 september                           | De Staten verklaarden zich met 55 stemmen tegen 43 voor de scheiding van beide delen van de Staat. Het koninkrijk der Nederlanden bestond niet meer. De facto strekte de bevoegdheid der Staten-Generaal zich nog slechts tot Holland uit. |
|                                        | Het Voorlopig Bewind schept in zijn schoot onder de naam van ‘Hoofdcomiteit’ een soort directoire, belast met de uitvoerende macht en de lopende zaken. Samen met de Potter zetelen daarin Rogier en van de Weyer, en tot geruststelling van de katholieken die het radicalisme van deze ‘Jacobijnen’ zou kunnen afschrikken wordt hun Felix van Mérode toegevoegd. |
|                                        | Comiteiten voor oorlog, voor binnenlandse zaken, voor openbare veiligheid, voor financiën, voor justitie, en ten slotte voor diplomatieke betrekkingen, die door algemene administrateurs worden bestuurd, werken als ministeries die alleen voor het Voorlopig Bewind verantwoording afleggen. De afgezette of gevluchte provinciegouverneurs worden door ‘Commissarissen’ vervangen. |
| 1 oktober                              | Door Chazal, die als Intendant-Generaal tot algemeen proviandmeester was aangesteld, werd zo goed het ging de krijgsintendantie tot stand gebracht met het oprichten van bewaarplaatsen voor levensmiddelen, wapens en munitie. |
| 3 oktober                              | Wellington liet de mogendheden uitnodigen bijeen te komen op een Conferentie te Londen, die op 4e november zou geopend worden. Van dan af was alle gevaar voor een onmiddellijk conflict verdwenen. De Fransen zouden, naast hun oude overwinnaars, deelnemen aan de sloping van het bolwerk, dat vijftien jaar eerder tegen hen was opgericht. |
| 4 oktober                              | het Voorlopig Bewind verklaarde plechtig dat, ‘de Belgische provinciën, met geweld van Holland losgescheurd, een onafhankelijke Staat uitmaken’ en meldde, dat zijn Hoofdcomiteit zo spoedig mogelijk een ontwerp van grondwet zal bewerken en dat een nationaal Congres onmiddellijk zal bijeengeroepen worden’. |
| 5 oktober                              | Het ‘Bulletin des arrêtés et actes du Gouvernement provisoire de la Belgique’ verschijnt. De regering verhuist van het stadhuis waar zij zich eerst had gevestigd naar het paleis der Staten-Generaal en heeft haar diensten in de burelen van het hoofdbestuur ingericht. Overigens worden weinig ambtenaars afgezet, daar de Hollandse overheden uit zichzelf hun post verlieten. |
| 6 oktober                              | De commissie door het Voorlopig Bewind belast met het opmaken van een ontwerp van grondwet, bestond uit van Meenen, de Gerlache, Tielemans, P. Devaux, Ch. de Brouckère, H. Fabry, Bailliu, Zoude, Thorn, waaraan weldra Lebean, Nothomb, du Lus, Jullien en Blargnies werden toegevoegd. |
| 7 oktober                              | Verplichte openbaarmaking van de rechterlijke onderzoeken en gedingen |
| 7 oktober                              | Afschaffing der stokslagenstraf bij het leger |
| 10 oktober                             | Het Voorlopig Bewind nodigde de kiezers uit de leden van het Congres aan te wijzen. |
| 10 oktober                             | Metternich zag in, dat het koninkrijk der Nederlanden niet langer kon bestaan en nog enkel diende vermeden, dat België bij Frankrijk werd gevoegd. |
| 11 oktober                             | In heel het land wordt regelmatig recht gesproken, ‘in naam van het Voorlopig Bewind van België’. |
| 11 oktober                             | De prins van Oranje, die tot soeverein prins of tot onderkoning wou worden uitgeroepen, schreef zijn vader dat ‘de hoofdzaak is, het gezag te bemachtigen om het even op welke wijs. Eens dat ik het heb, is het alsof gij het zelf hadt, want onze belangen zijn dezelfde en nooit zal ik vergeten, dat ik de kroonprins der Nederlanden ben, hoewel ik soms kon verplicht wezen tot handelingen die de schijn zouden hebben dat ik zulks vergeten heb’. |
| 12 oktober                             | Algehele vrijheid van onderwijs |
| 13 oktober                             | De strijd wordt heviger, als de Hollanders op de Nete zijn gekomen. Niellon marcheert met 2110 man op Lier. In het nauw gebracht door de houding der bevolking die alarm klept en de aanvallers van verre aanmoedigt, vraagt de plaatscommandant om te parlementeren en trekt zich met het garnizoen terug; 400 van zijn soldaten voegen zich bij hun landgenoten. |
| 16 oktober                             | Onbeperkt recht van vereniging, volstrekte vrijheid van drukpers en van de beoefening van alle erediensten |
| 16 oktober                             | De prins van Oranje stuurde de Belgen een nieuw manifest waarin hij zei: ‘Ik begrijp uwen toestand en ik erken U als onafhankelijke natie. Ik stel mij dus, in de provinciën waarover ik regeer, aan het hoofd der beweging die U leidt naar een nieuw en vast ideaal van zaken, waarvan de nationaliteit de macht zal wezen. Dat is de taal van hem die zijn bloed vergoot voor de onafhankelijkheid van uw bodem en die met U wil samenwerken om uw politieke nationaliteit te vestigen’. |
| 18 oktober                             | Het antwoord dat hij van het Voorlopig Bewind ontving gaf hem de genadeslag: ‘Het volk heeft de revolutie gemaakt, het volk heeft de Hollanders van den Belgische bodem verjaagd; het volk alleen en geenszins de prins van Oranje staat aan het hoofd der beweging welke het zijn onafhankelijkheid gaf en die zijn politieke nationaliteit zal vaststellen’. |
| 18-19 oktober                          | De pogingen van Saksen-Weimar tot heroveren van de stad, die een voorname stelling voor de verdediging van Antwerpen is, lijden schipbreuk. Langs Waalhem bedreigd door de benden van Mellinet die van Mechelen komen, getroost hij er zich in op Berchem en Borgehout af te trekken. |
| 21 oktober                             | Afschaffing van de schouwburgcensuur. |
| 22 oktober                             | Afschaffing der hoge politie. |
| 22 oktober                             | Er moest besloten worden een lening van 5 miljoen gulden aan te gaan, die slecht uitviel, en de hulp van Parijse bankiers in te roepen. |
| 24 oktober                             | Van Saksen-Weimar wordt door Mellinet en Niellon te Berchem aangevallen. Een hevig gevecht heeft plaats. De dood van Frederik van Mérode hitst de moed bij de Belgen nog aan. |
| 25 oktober                             | de Hollanders zoeken een schuilplaats in Antwerpen. De prins van Oranje was daar sedert drie weken (5 oktober). |
| 25 oktober                             | Het ontwerp van grondwet was klaar en werd aan het Congres voorgelegd. |
| 26 oktober                             | Na de slag bij Berchem getroost de prins er zich in te vertrekken. 's Morgens te vier uur voert de boot waarop hij daags tevoren gevlucht is hem naar Holland, zonder de komst van de Belgen af te wachten, wier hoofd hij tien dagen te voren beweerde te zijn. Antwerpen viel, enkele uren na zijn vertrek. Omdat op de uitzinnige soldaten niet te rekenen viel, dierf de oude generaal Chassé geen straatgevechten wagen. |
| 26 oktober                             | Verplichte openbaarmaking van de begrotingen en rekeningen der openbare besturen |
| 27 oktober                             | In de ochtend stemde generaal Chassé er in toe, de troepen in de citadel te houden op voorwaarde, dat zij niet zouden aangevallen worden, en gaf hij de sleutels der stad over. De Belgen kwamen er binnen zonder slag of stoot. Mogelijk wegens een communicatiefout begonnen zij onmiddellijk te vuren. Een hevig geweervuur werd gericht op het arsenaal, waar het 7e regiment der Hollanders 300 man verloor. Op aandringen van Saksen-Weimar liet Chassé daarop de stad bombarderen. De in de Schelde voor anker liggende oorlogsschepen ondersteunden het vuur van de citadel. 's Avonds strekte een vuurzee zich uit over heel de stad, waarin de torenspits van de hoofdkerk zich ‘als een zwarte reus’ verhief. Maar niet één witte vlag was te bespeuren te midden van de driekleurvlaggen, die overal wapperden.                                                                                     |
| 28 oktober                             | Rogier ondertekende met Chassé een onbepaalde wapenstilstand. De Hollanders behielden de citadel en de rorten van het Noorden; de stad werd de Belgen overgelaten. De Hollandse regering vreesde vergeefs, dat de Belgen hun overwinning en haar zwakheid ten nutte zouden maken om de provinciën van het Noorden te overweldigen. De vrijwilligers die hun taak als beëindigd beschouwden, trokken reeds uit eigen beweging naar huis. Zij hadden gevochten voor vrijheid en geenszins voor verovering, en het was hun voldoende, dat zij het koninklijk leger over de grens hadden geworpen. |
|                                        | Het koninklijk leger had nu al de versterkte plaatsen ontruimd, met uitzondering van de citadel van Antwerpen, van Maastricht en van Luxemburg, waar het nog garnizoen hield. De scheiding was een afgedane zaak. De vijand was het koninkrijk der Nederlanden en niet Holland. |
| 3 november                             | Verkiezingen voor het Congres, dat zou bestaan uit tweehonderd leden en evenveel plaatsvervangers. |
| 4 november                             | De Conferentie van Londen, die een bittere teleurstelling voor Willem was, versterkte daarentegen de stelling der Belgen, daar zij hen dan toch als oorlogvoerenden erkende en met het Voorlopig Bewind in betrekking trad. Zij besloot tot een wapenschorsing en tot de aftocht van de legers op de grens, zoals deze op 30 mei 1814 was, wil zeggen vóór het eerste verdrag van Parijs. |
| 7 november                             | Een douanelinie langsheen de Hollandse grens werd opgericht. |
| 7 november                             | Lord Aberdeen verklaarde Sylvain van de Weyer, die door het Voorlopig Bewind naar Londen was gestuurd, dat Engeland had besloten, de verdragen te doen eerbiedigen, en hij voer heftig uit tegen de kuiperijen van Gendebien te Parijs en tegen het ontwerp dat hij deze toeschreef, de Belgische kroon te geven aan den hertog van Nemours, zoon van Lodewijk-Filips. De jeugdige diplomaat tekende protest aan tegen zulke bedoeling en gaf tevens te kennen, dat zijn landgenoten voornemens waren alles in het werk te stellen om hun onafhankelijkheid te behouden, doch dat zij, zo zij tot het uiterste werden gedreven, geenszins zouden aarzelen ‘zich in de armen van een naburige mogendheid te werpen’. |
| 10 november                            | Van de Weyer kreeg vanwege Wellington de verzekering, dat Engeland niet zou optreden, tenzij om de vereniging van het land met Frankrijk te beletten. |
| 10 november                            | Het Congres werd, met republikeinse eenvoud plechtig geopend in de zaal waar vóór 1830 de Staten-Generaal vergaderden. Het Voorlopig Bewind, in wiens naam de Potter het woord voerde, werd op geestdriftige toejuichingen onthaald. Het ogenblik was gekomen dat het, daar zijn taak ten einde was, volgens zijn belofte zou verdwijnen. De Potters verzet brak op de eensgezindheid van zijn collega's. |
| 10 november                            | De dag zelf dat het Congres geopend werd, was het Voorlopig Bewind toegetreden tot de wapenschorsing, de Belgen en koning Willem opgelegd door de Conferentie van Londen. |
| 12 november                            | Rogier gaf het Congres hun besluit te kennen dat ‘zij aan dit wettig en regelmatig orgaan van het Belgisch volk de macht overgaven, welke zij sedert 24 september in het belang en met de instemming van het land hadden uitgeoefend’. 's Anderendaags stuurde de Potter zijn ontslag. |
| 13 november                            | Bignon maande vóór de Kamer van Afgevaardigden te Parijs de monarchen van het Heilig Verbond aan het recht der Belgen te eerbiedigen om zelf hun regering te kiezen, en zich niet te bemoeien met een zaak, die slechts deze laatsten aanging. |
| 21 november                            | De aanvaarding van de wapenschorsing door het Voorlopig Bewind werd des te meer op prijs gesteld, daar Willem er slechts met voorbehoud in toestemde. |
|                                        | Na lange besprekingen werd de grondwettelijke monarchie als staatsvorm aangenomen met 174 stemmen tegen 13. Het was, zoals Rodenbach zei, een ‘republikeinse monarchie’. |
| 18 november                            | Het Congres hernam de verklaring van het Voorlopig Bewind en bekrachtigde deze in naam van de natie door met de eenparige stemmen van de honderd acht en tachtig aanwezige leden en te midden van de toejuichingen der tribunes de onafhankelijkheid van het Belgisch volk uit te roepen. Uit ontzag voor Europa en aangezien de omwenteling slechts tegen de koning van Holland was geschied, maakte die verklaring voorbehoud omtrent ‘de betrekkingen van Luxemburg met de Duitse Bond’. |
| 24 november                            | Het Congres verwijderde, met 161 stemmen tegen 28, de leden van het huis Oranje-Nassau, ‘ten eeuwigen dage van alle gezag in België’. |
| 20 december                            | de Conferentie van Londen zou de Belgen de onafhankelijkheid laten, welke zij genomen hadden zonder haar te raadplegen. Zij erkende deze bij haar protocol van op deze datum met het Verdrag der XVIII Artikelen. |
| 4 juni 1831                            | Leopold van Saksen-Coburg wordt tot koning der Belgen gekozen. |
| 2 tot 12 augustus                      | Tiendaagse Veldtocht |
| 15 november                            | in Londen wordt een nieuwe scheidingsovereenkomst ondertekend, Verdrag der XXIV Artikelen. Hoewel deze beter uitkomt voor Nederland, weigert Willem I opnieuw ze te tekenen. |
| 22 oktober 1832                        | Frankrijk en het Verenigd Koninkrijk eisen in een ultimatum aan koning Willem I dat Nederland zich vóór 1 november terugtrekt uit de Citadel van Antwerpen en de bijbehorende Scheldeforten. |
| 23 december                            | De belegerde citadel van Antwerpen wordt door een Frans leger veroverd op Chassé. Het garnizoen wordt in krijgsgevangenschap afgevoerd naar Frankrijk. |

## Bron
- Henri Pirenne, Geschiedenis van België, Deel 7, Samenwerkende Maatschappij Volksdrukkerĳ, Gent, 1933